# Anatol Michajłau
Anatol Michajłau (biał. Анатоль Міхайлаў, ros. Анатолий Михайлов, lit. Anatolij Michailov; ur. 27 maja 1939 w Ziemietczinie w obwodzie penzeńskim) – białoruski naukowiec, wykładowca i działacz społeczny, założyciel i rektor Europejskiego Uniwersytetu Humanistycznego.

## Życiorys
W 1961 ukończył Białoruski Uniwersytet Państwowy w Mińsku. Od 1966 do 1974 pracował jako docent wykładowca w Katedrze Filozofii BUP. W latach 1974–1980 współpracował z Centrum Rozwoju Społecznego i Spraw Humanitarnych Nowy Jork – Wiedeń. Po powrocie na Białoruś w 1980 był profesorem w Katedrze Filozofii (doktorat uzyskał w 1986, a profesurę dwa lata później), a od 1987 stał na czele Katedry Historii Filozofii i Logiki BUP. Od 1989 pozostawał członkiem korespondencyjnym Akademii Nauk Białoruskiej SRR, a od 1991 jej członkiem zwyczajnym.
W 1992 znalazł się wśród inicjatorów i założycieli niezależnego Europejskiego Uniwersytetu Humanistycznego, którego został rektorem – funkcję sprawuje do dziś.
W 1993 został członkiem Europejskiej Akademii Nauki i Sztuki w Salzburgu. Jest autorem ponad 60 prac naukowych (w tej liczbie dwóch monografii). Jako pierwszy Białorusin w historii został uhonorowany medalem Goethego przez władze RFN.